# Jean Paul Larçon
Jean-Paul Larçon – naukowiec, dydaktyk, dziekan Centrum Nauczania i Badań Stosowanych w dziedzinie zarządzania: Centre d’Enseignement et de Recherche Appliquè au Management (CERAM), Sophia Antipolis pod Niceą, laureat tytułu doktora honoris causa Politechniki Warszawskiej.

## Życiorys
W latach 1982–1989 pełnił funkcję Dziekana w HEC School of Management. Równolegle był Przewodniczącym Komisji Międzynarodowej w Confèrence des Grandes Ecoles. Od 1989 do 2004 był profesorem zarządzania strategicznego w HEC, tworząc liczne przedsięwzięcia międzynarodowej współpracy edukacyjnej – w tym z Politechniką Warszawską. W roku 2004 został powołany na stanowisko Prodziekana ds. Współpracy Międzynarodowej w HEC School of Management. Wykładowca wielu uczelni m.in. China – Europe International Business School (Pekin), Tsinghua (Pekin), Shanghai University, Instituto de Empresa (Madryt), ESA (Algier), MGIMO (Moskwa), SGH i PW (Warszawa), Norwegian School of Economics and Business Administration in Bergen – NHH (Bergen). Zainteresowania Profesora Larçona odnoszą się do strategii działania przedsiębiorstw w wymiarze międzykulturowym, a przede wszystkim dotyczą tzw. rynków wschodzących, kultury organizacyjnej i przedsiębiorczości, łączenia i rekonstrukcji przedsiębiorstw mających na celu podnoszenie ich produktywności oraz wartości rynkowej. Współtwórca Szkoły Biznesu PW (1991), wspólnego przedsięwzięcia HEC oraz London Business School (LBS), Norwegian School of Economics and Business Administration in Bergen (HNN).
W roku 2002, a następnie w 2005 został wybrany Przewodniczącym Rady Szkoły Biznesu Politechniki Warszawskiej.
W uznaniu zasług w tworzeniu programów menedżerskich w Politechnice Warszawskiej, z okazji pięciolecia istnienia Szkoły Biznesu, Jean-Paul Larçon otrzymał 24 października 2012 roku tytuł doktora honoris causa Politechniki Warszawskiej.
1991 – współtwórca Szkoły Biznesu Politechniki Warszawskiej wspólnego przedsięwzięcia HEC oraz London Business School (LBS) i Norwegian School of Economics and Business Administration in Bergen (NHH)
1997 – współtwórca Baltic Management Institute w Wilnie wspólnego przedsięwzięcia HEC oraz Copenhagen Business School (CBS), Louvain School of Management at the Catholic University of Louvain (UCL), Norwegian School of Economics and Business Administration in Bergen (NHH) i Vytautus Magnus University in Kaunas (VMU). Stworzony tam program Executive;
Stworzył program International Executive MBA w School of Management at Saint-Petersburg State University w Rosji (z tymi samymi partnerami – HEC, CBS, UCL i NHH); rok później Uczelnia z Sankt-Petersburga uzyskała status członka CEMS;
1992 był autorem pierwszego programu Master of Business Administration - Szkoły Biznesu Politechniki Warszawskiej (przekształconego potem w International MBA)

## Stanowiska
- 1982/1989 dziekan HEC Paris School of Management
- 1985–1989 pełnił równolegle funkcję przewodniczącego Komisji Międzynarodowej w Conférence des Grandes Ecoles
- założyciel Wspólnoty Europejskiej Szkoły Zarządzania (dzisiejszy CEMS Światowy Sojusz)
- 2002 a następnie w 2005 Przewodniczący Rady Szkoły Biznesu Politechniki Warszawskiej
- Od 1992 roku prowadzi zajęcia i jest koordynatorem bloku Strategia i Zarządzanie Międzynarodowe w programach Interantional MBA i Executive MBA

## Wybrane publikacje
- “Business Education in Central and Eastern Europe”, (in collaboration with Nassef Hmimda), in The Future of Business Schools by T. Durand and S. Dameron, London: Plagrave Macmillan 2008
- “Entrepreneurship and Economic Transition in Central Europe”, J.-P. Larçon (ed.), Boston: Kluwer Academic Publishers 1998
- “The Ligh and the Shadow – How Breakthrough Innovation is Shaping European Business”, (a contributor to), Roland Berger Foundation, Oxford: Capstone Publishing Ltd 1997
- “Stratégies d’entreprise dans les pays émergents”, E. Bouteiller an J.-P. Larçon, Paris: HEC Foundation 1997